# Zlechovský val
Zlechovský val je předsunuté opevnění velkomoravského Veligradu, které do literatury uvedl tehdejší ředitel Slováckého muzea v Uherském Hradišti Karel Hanák v roce 1931.[zdroj?]
Vyvýšená linie patrná v terénu v minulých stoletích a táhnoucí se od Zlechova rovnoběžně se Zlechovským potokem až k toku řeky Moravy bývala dávána do souvislosti se zprávou z listiny datované k roku 1202, avšak vzniklé zcela zřetelně až později, neboť v mnoha podrobnostech odráží situaci až kolem roku 1257, ve které se píše např. o hranicích blízké vesnice Kostelany, jež sahají "až k valu starého města (usque ad vallum antique civitatis)". 
Podle některých badatelů se zpráva týká Christinova valu na území Starého Města. Podle toho, co je známo o velikosti Kostelan, se nemálo badatelů domnívá, že onen Hanákem zmíněný val nemohl být totožný s Christinovým valem, neboť katastr nevelké rybářské obce Kostelany končil u Zlechovského potoka a nemohl sahat až ke kterékoliv z dosud známých staroměstských fortifikací.
Snahou o vystopování a archeologické prozkoumání zlechovského valu se zabýval i archeolog prof. Vilém Hrubý, který při té příležitosti objevil v těsné blízkosti severně od předpokládané linie zlechovského valu sídliště z počátku velkomoravského období a v jeho možném pokračování za tokem Moravy (rovněž severně) bylo objeveno dokonce několik slovanských sídlišť.
Stopy archeologicky zatím neprověřeného valu byly podle jeho pozorování patrny v terénu do vytvoření velkých družstevních lánů a údajně jsou některé úseky vysledovatelné dodnes.[zdroj?]